# George Appiah
George Appiah (sinh ngày 13 tháng 8 năm 1989) là một cầu thủ bóng đá người Ghana. Hiện tại anh thi đấu cho Power FC.

## Sự nghiệp
Vào tháng 1 năm 2008, Appiah chuyển từ Liberty Professionals FC đến Power FC.

## Quốc tế
Anh từng là thành viên của đội tuyển U-17 Ghana.